# Serrat del Cucut
El Serrat del Cucut és una muntanya de 689 metres que es troba al municipi de Castellar de la Ribera, a la comarca catalana del Solsonès.